# Elzach
Elzach (pronunciación en alemán: /ˈɛlt͡sax/ⓘ) es una ciudad en el distrito de Emmendingen en Baden-Wurtemberg, Alemania.

## Siebenfelsen
Por encima del barrio Yach en el Yachtal, el valle del arroyo Yach, hay un monumento natural, una torre de roca que se llama Siebenfelsen (= siete rocas). Es una torre de piedra, pequeña pero muy concisa, de siete bloques de granito aparentemente apilados. Parece que las rocas muy pesadas hubiesen sido apiladas por manos humanas. En realidad la torre de roca se formó de una sola pieza y en el Terciario a causa de la descomposición típica para granito.